# Nikos Salingaros
Nikos Angelos Salingaros (grec moderne : Νίκος Άγγελος Σαλίγκαρος, né en 1952 à Perth (Australie-Occidentale)) est un mathématicien et polymathe australien. Professeur à l'Université du Texas à San Antonio, il est surtout connu pour ses travaux en théorie urbaine (en) et architecturale. Proche collaborateur de l'architecte Christopher Alexander, il propose, comme ce dernier, une approche théorique alternative de l'architecture et de l'urbanisme, plus adaptées aux besoins humains.
Avant de s'intéresser à ces domaines, Salingaros a publié maints ouvrages sur l'algèbre, la physique mathématique, les champs électromagnétiques et la fusion thermonucléaire.

## Biographie
Né de parents grecs, Salingaros est le seul enfant de Stelios Salingaros. Il s'intéresse à la peinture, mais ses intérêts se déplacent vers les sciences. Il obtient ainsi un baccalauréat universitaire en physique de l'Université de Miami, puis une maîtrise en 1974 et un doctorat en 1978 à l'Université d'État de New York à Stony Brook. En 1982, il commence une longue collaboration avec Christopher Alexander, devenant notamment l'un des éditeurs de The Nature of Order (en).
Salingaros rejoint la faculté de mathématiques de l'Université du Texas à San Antonio en 1983. Ce n'est cependant qu'au cours des années 1990 qu'il commence à publier sur les domaines de l'architecture et de l'urbanisme.